# Sentier d'or (Allemagne-Tchéquie)
Pour les articles homonymes, voir Sentier d'Or.
 (août 2018).
Si vous disposez d'ouvrages ou d'articles de référence ou si vous connaissez des sites web de qualité traitant du thème abordé ici, merci de compléter l'article en donnant les références utiles à sa vérifiabilité et en les liant à la section « Notes et références ».
L'appellation Sentier d'or (Zlatá Stezka ou Solná Stezka, en tchèque) n'est pas attestée officiellement dans les documents historiques. Selon une version[Laquelle ?], la route aurait pris ce nom du fait qu'à l'époque on lavait l'or, dans la région, dans les rivières Otava, Volyňka et Blatnice.
Selon une autre[Laquelle ?], l'appellation Sentier d'or doit être prise au figuré, le sel valant son pesant d'or.

## Histoire
Depuis toujours, le continent européen est sillonné de routes commerciales qu'empruntent les caravanes et voitures à cheval, chargées de marchandises variées. L'un des principaux croisements de ces routes se situe dans les pays de la Couronne de Bohême.
La plupart des routes se terminent à Prague, d'autres continuent vers le nord et vers l'est.
Ainsi l'une de ces plus anciennes voies est appelée le Sentier d'or. Elle était courte, mais d'une importance capitale pour la vie du pays. Menant de la frontière bavaro-autrichienne à Prachatice, Vimperk ou Kašperské Hory en Bohême-du-Sud, elle ne sert pourtant pas au transport de l'or, comme on pourrait le déduire de son nom, mais à celui du sel, substance introuvable dans les pays tchèques.
À l'origine, ce chemin n'est qu'un sentier muletier étroit, juste suffisant pour être emprunté par des bêtes de somme. Avec le développement du commerce, il est élargi afin que les attelages puissent y passer. À l'époque ce chemin est décrit comme une route pavée, de quelque 2,5 m de largeur.
A la fin du XVIe siècle, le commerce du sel devient le monopole des évêques de Passau, qui profitent de ce privilège pour accumuler de grandes richesses.

## Chemin des caravanes

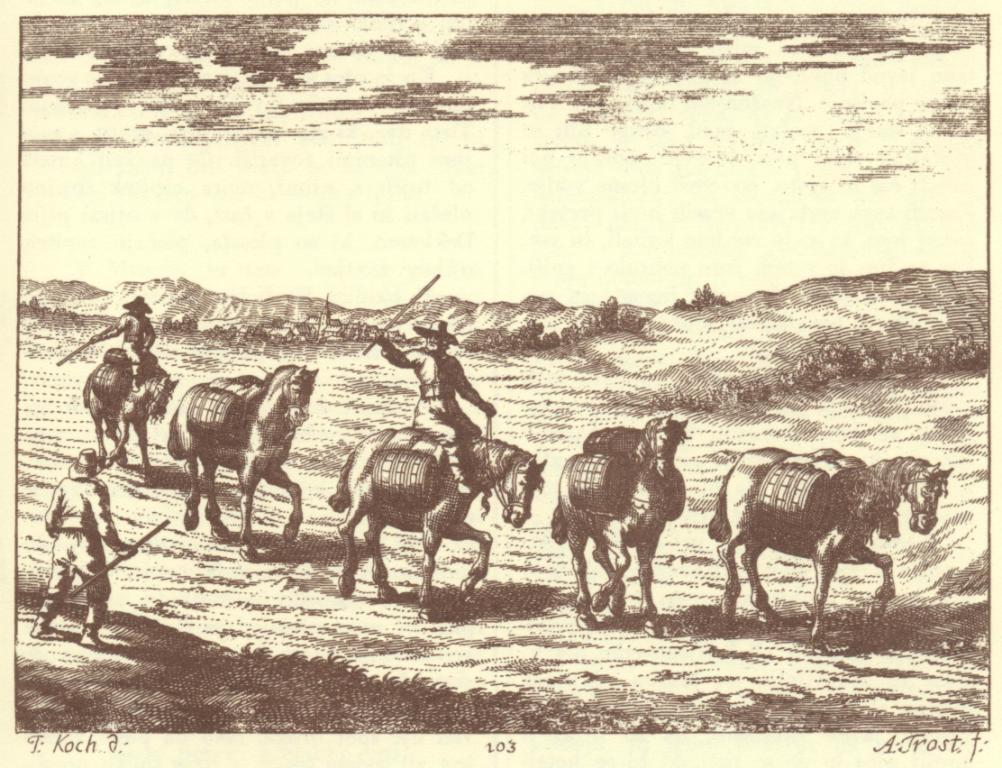
Sel transporté sur la Sentier d'or par des bêtes de somme

Sur ce chemin des caravanes, les animaux chargés de tonneaux de sel (jusqu'à 1 200 par semaine) quittent la Bavière alors qu'il fait encore nuit. À l'aube, ils franchissent les forêts de la Šumava (Forêt de Bohême), et sont accueillis dans les pays tchèques, au son des cornes d'appel qui retentissent du haut de la tour du château féodal de Kunžvart.
Les caravanes n'avancent que très lentement, car les bêtes et les voitures s'enfoncent souvent dans les chemins boueux. Le premier relais dans ces contrées encore sauvages est au village de České Žleby. Là, les chevaux sont rapidement abreuvés, car le groupe se remet tout de suite en route pour arriver à Volary avant la nuit. A Volary, les caravanes sont attendues impatiemment non seulement pour le sel, mais également pour avoir des « nouvelles du monde ». Cette agitation ne dure pas longtemps, car à l'aube la marche reprend jusqu'au terminus à Prachatice.

## Prachatice et Vimperk
Sur la Grand-Place de Prachatice, l'ancien dépôt de sel est toujours en place. Il s'agit de l'hôtel qui porte le nom de Zlatá stezka (Au Sentier d'or).
La ville de Prachatice a non seulement le privilège de stocker le sel, mais aussi de le vendre. Grâce à ce monopole de commerce en gros, elle devient très riche. En 1593, cette richesse lui permet d'acquérir une partie des vaste domaines des puissants seigneurs de Rožmberk, en Bohême du Sud.

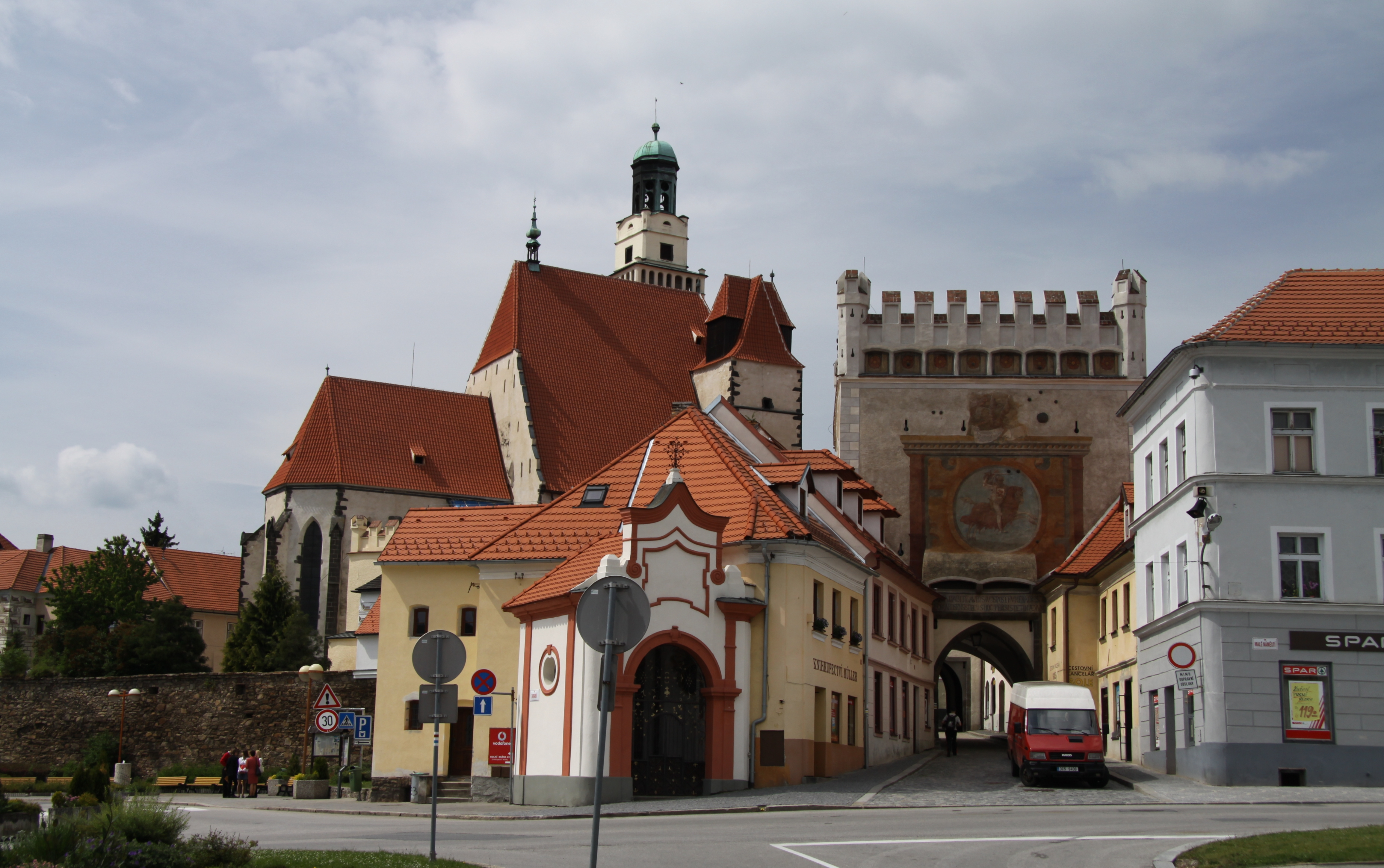
Eglise Saint-Jacques à Prachatice

De nos jours encore, beaucoup de constructions témoignent de l'âge d'or de la ville : l'hôtel de ville et sa riche décoration en sgraffites représentant des scènes bibliques et antiques, les maisons bourgeoises entourant la place principale (Rumpalovský dům avec ses jolies arcades, le palais princier construit par les Rožmberk en 1572).

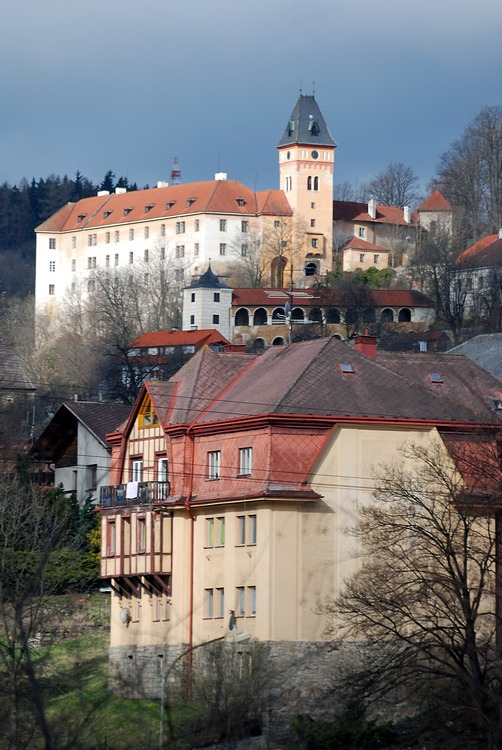
Château de Vimperk

Prachatice n'obtient pas facilement ce monopole du commerce du sel, en raison de la concurrence de la ville de Vimperk, toute proche. Elle est le terminus d'une autre branche du « Sentier d'or » et son dépôt de sel est encore plus ancien. Une rivalité durable opposa les deux villes.
En se prononçant en faveur de Prachatice, le roi Venceslas IV finit par mettre un terme à ce conflit. Prachatice, pourtant, ne peut jouir pas longtemps de ce monopole. Après la défaite de la révolte des États à la bataille de la Montagne-Blanche, en 1620, les biens de la ville sont confisqués et le roi lui ôte tous ses privilèges dans le commerce du sel. La ville s'appauvrit peu à peu.

## Musées
- Minimuzeum Zlaté stezky (Mini-musée du Sentier d'or) à Vimperk, place de la Liberté[4]
- Prachatické muzeum (Musée de Prachatice), 13 Grand'Place[5]
- Volarské muzeum (Musée de Volary), 71 rue Tchèque[6]

## Galerie

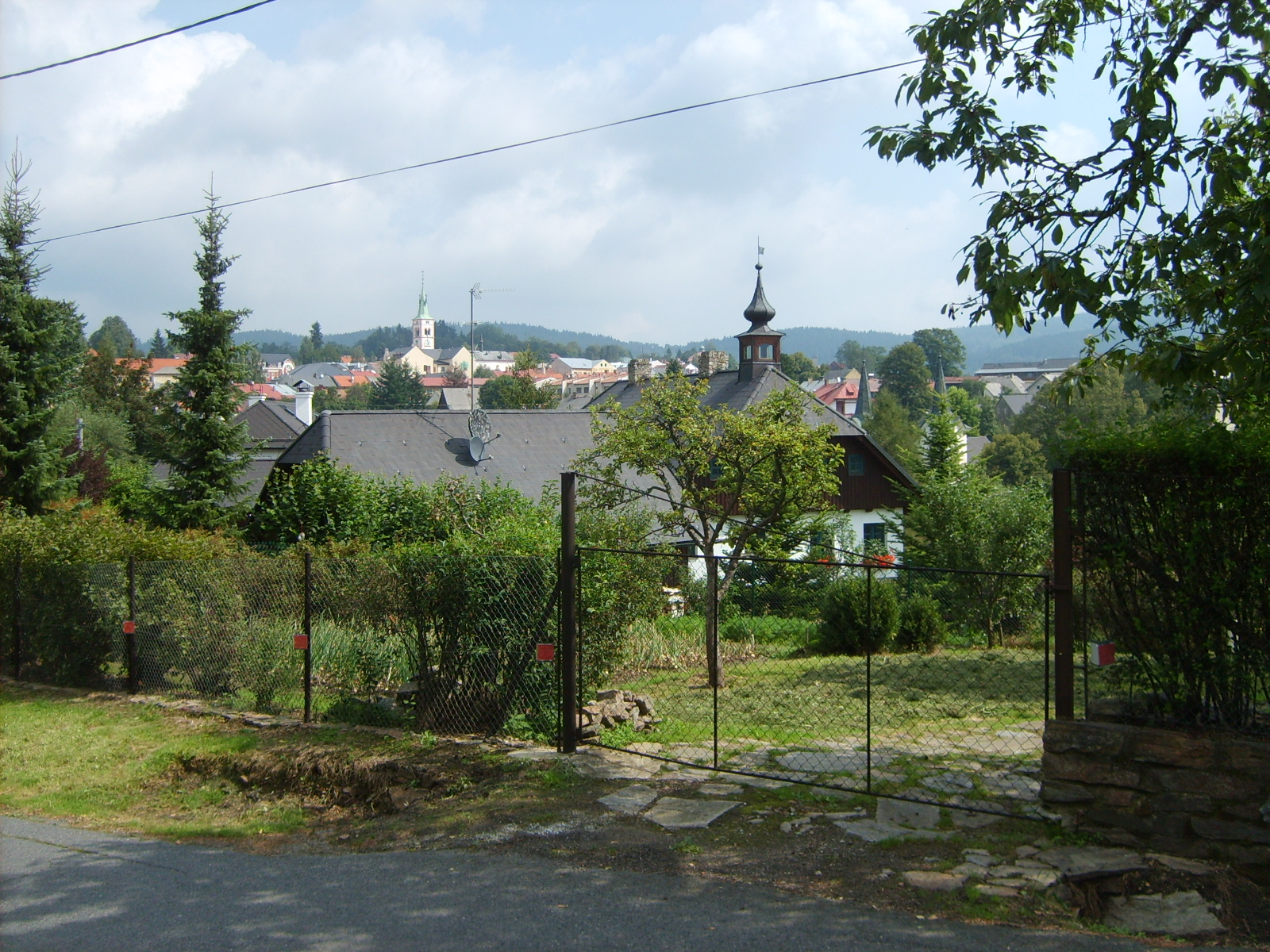
Kašperské Hory
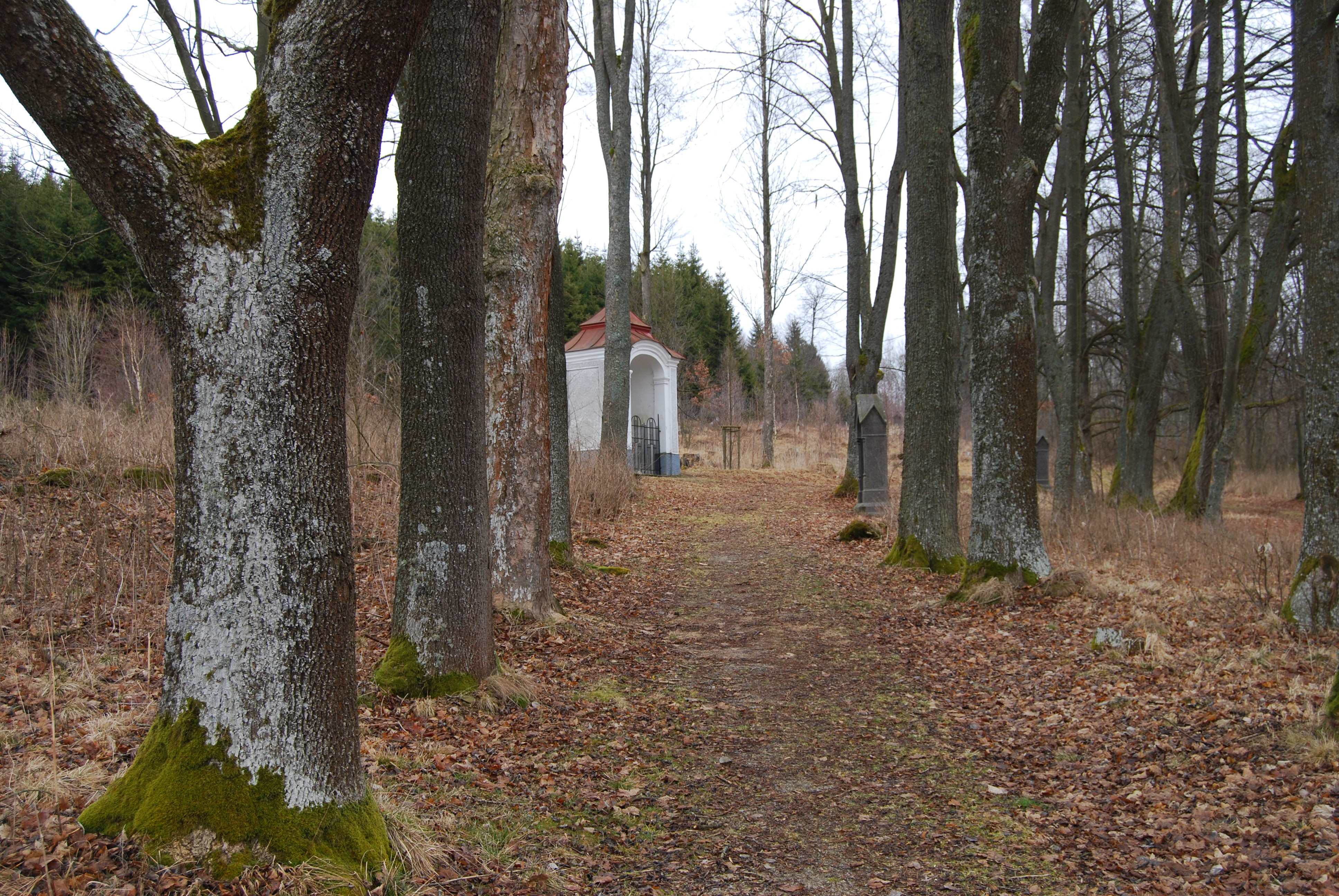
Aux alentours de Volary
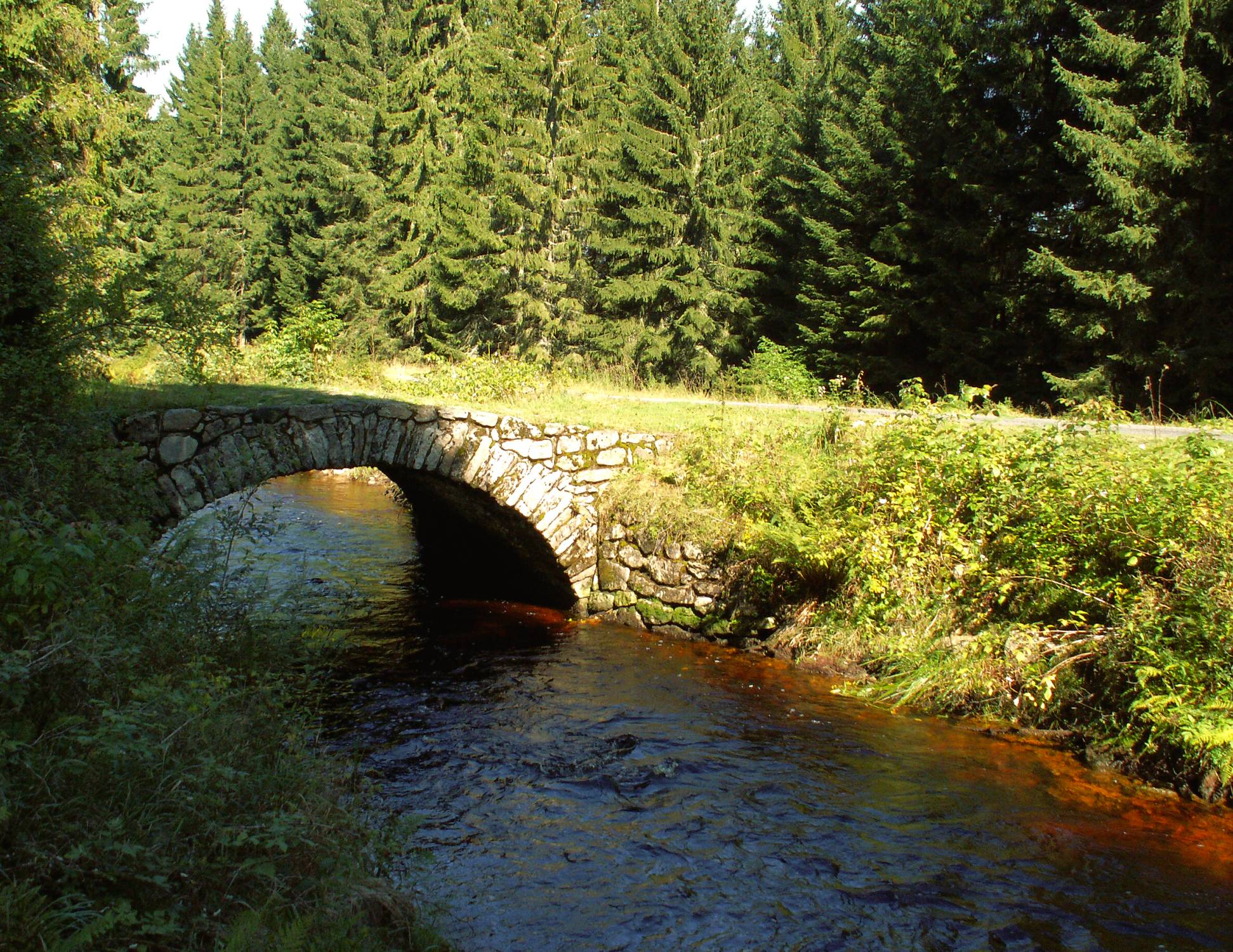
Paysage en Šumava
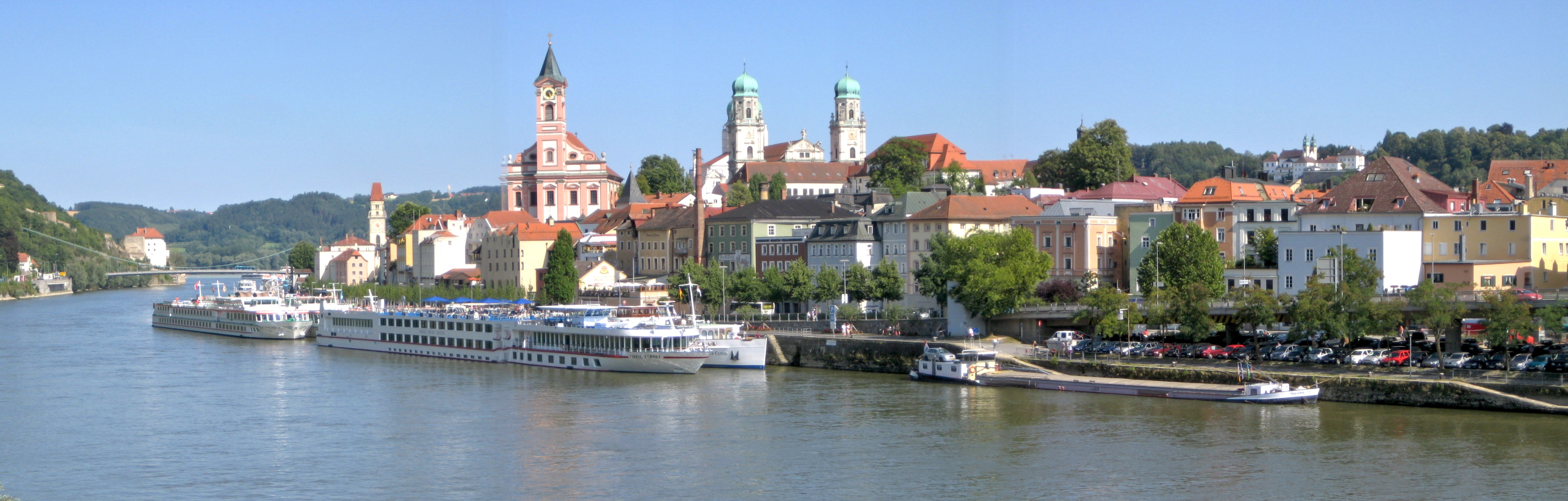
La Vieille Ville de Passau (Allemagne) au bord du Danube